# Euophrys granulata
Euophrys granulata är en spindelart som beskrevs av Denis 1947. Euophrys granulata ingår i släktet Euophrys och familjen hoppspindlar. Inga underarter finns listade i Catalogue of Life.